# Šiljkovača (Chorwacja)
Šiljkovača – wieś w Chorwacji, w żupanii karlowackiej, w gminie Cetingrad. W 2011 roku liczyła 64 mieszkańców.